# Сосновий бір Міхо

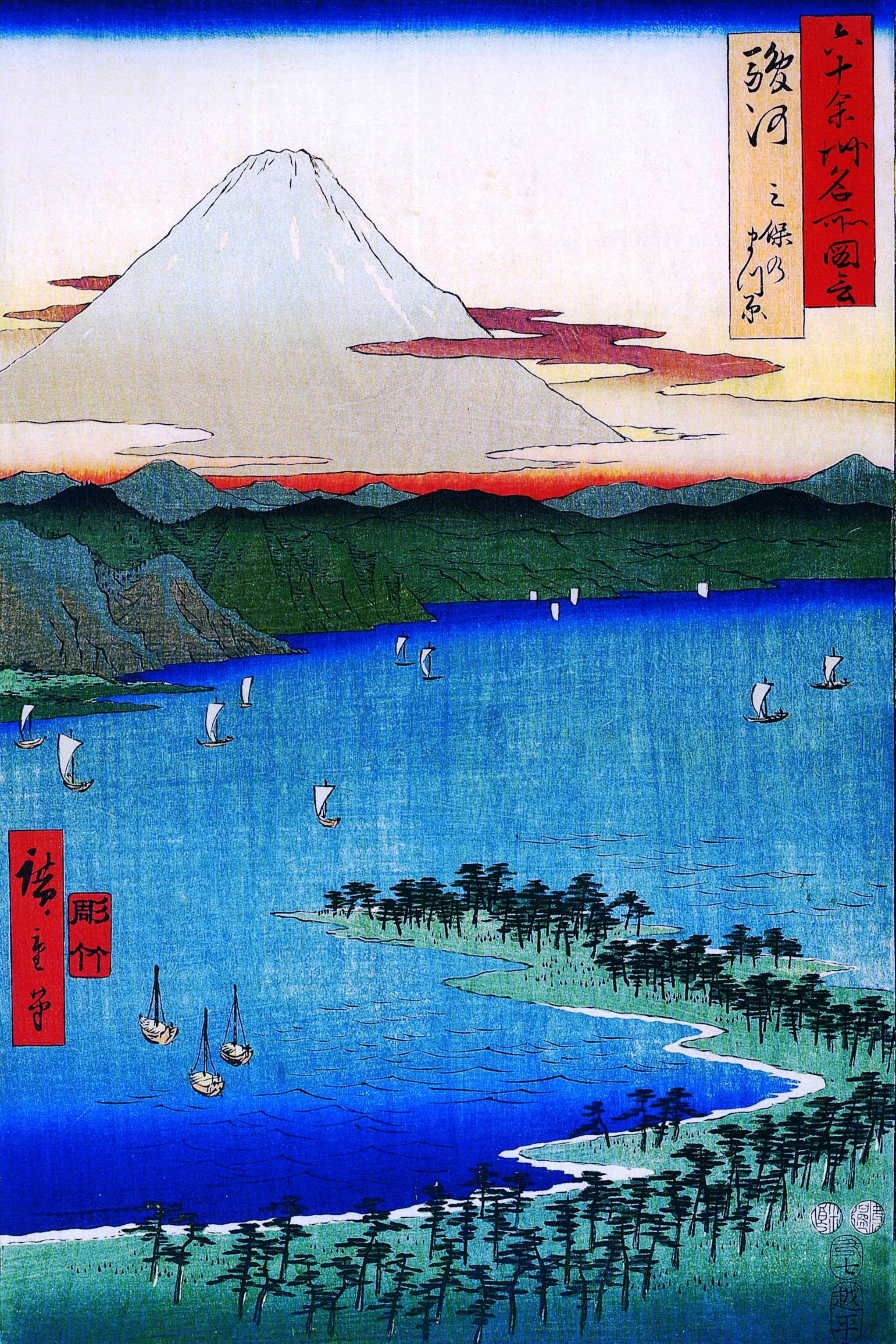
Сосновий бір Міхо (Утаґава Хірошіґе)

Сосновий бір Міхо (三保の松原, みほのまつばら, Міхо но мацубара) — сосновий ліс у Японії, на тихоокеанському мисі Міхо (префектура Шідзуока, місто Шідзуока, район Шімідзу, місцевість Міхо). Протяжність — бл. 4 км (у давнину бл. 7). Оспіваний у середньовічній антології «Манйошю» і п'єсі «Пір'яна сукня» (Хаґоромо). За переказом у бору стоїть легендарна сосна, на яку небожителька під час купання необачливо повісила свої пір'яні шати (хаґоромо), котрі згодом поцупив місцевий чоловік. Сильно постраждав внаслідок вирубки у XIX ст, поступово набувши рис соснового гаю. Зберігся частково, вздовж узбережжя. Національна пам'ятка природи. Складова об'єкту Світової спадщини ЮНЕСКО в Японії, центром якого є гора Фуджі. Також — Міхоський бір, Сосновий гай Міхо.

## Галерея

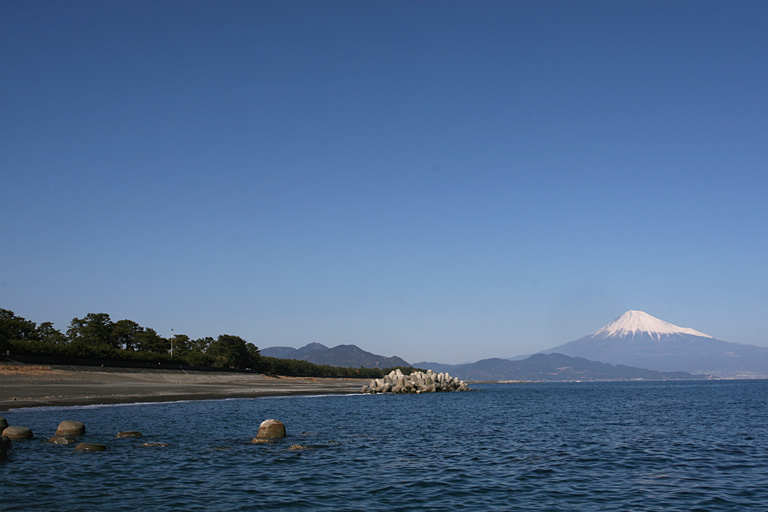
Берег мису
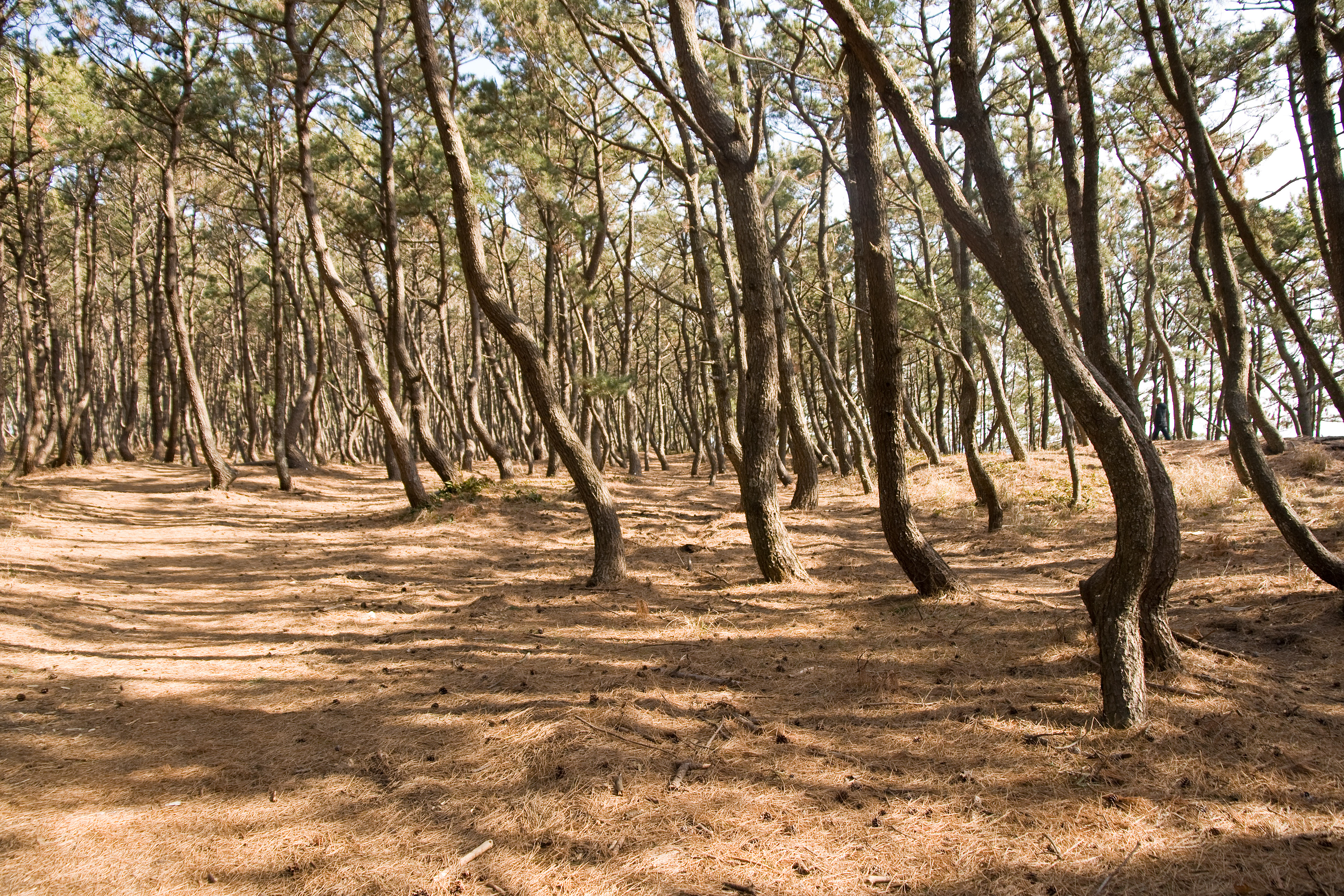
Сосни
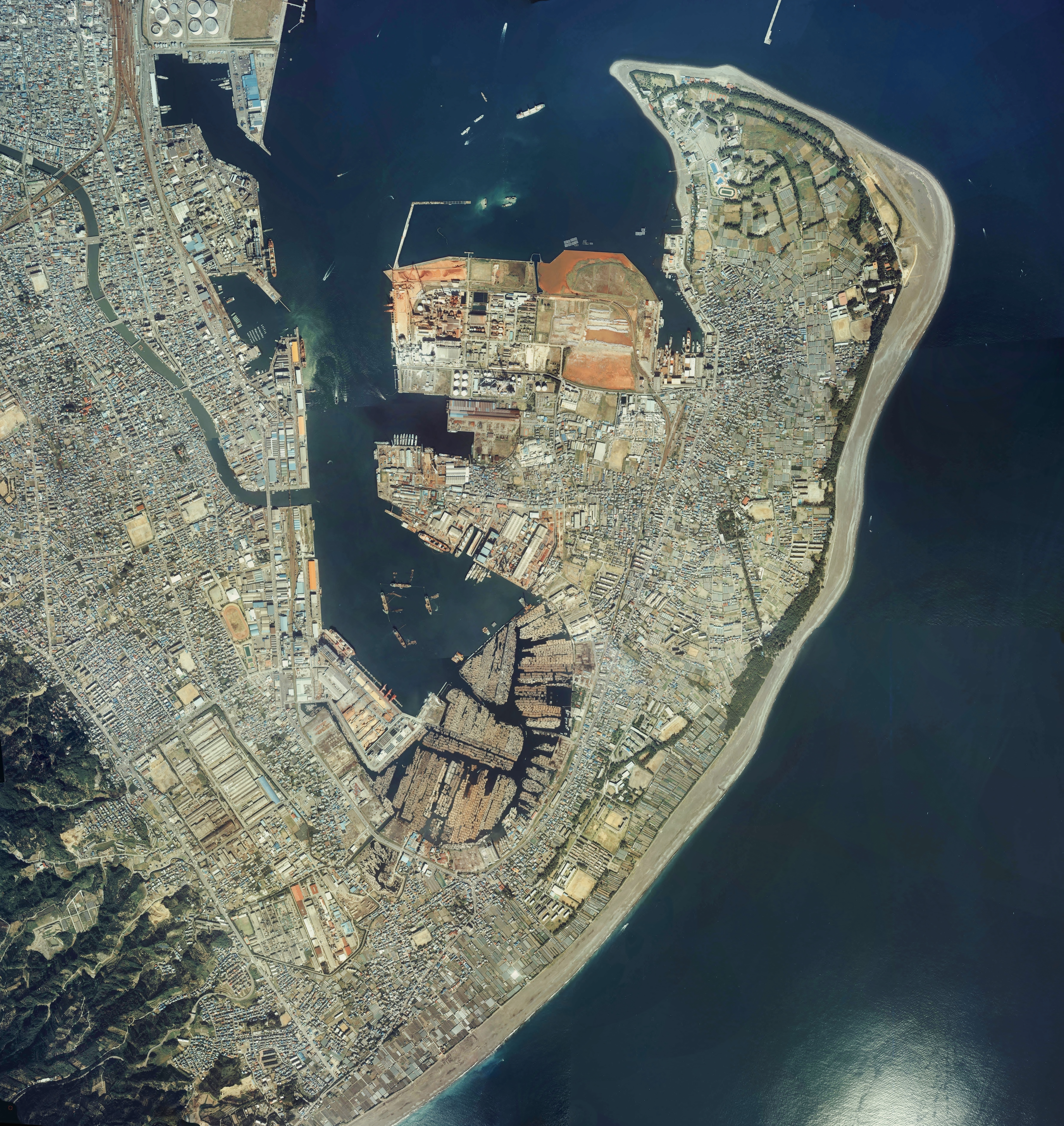
Мис Міхо
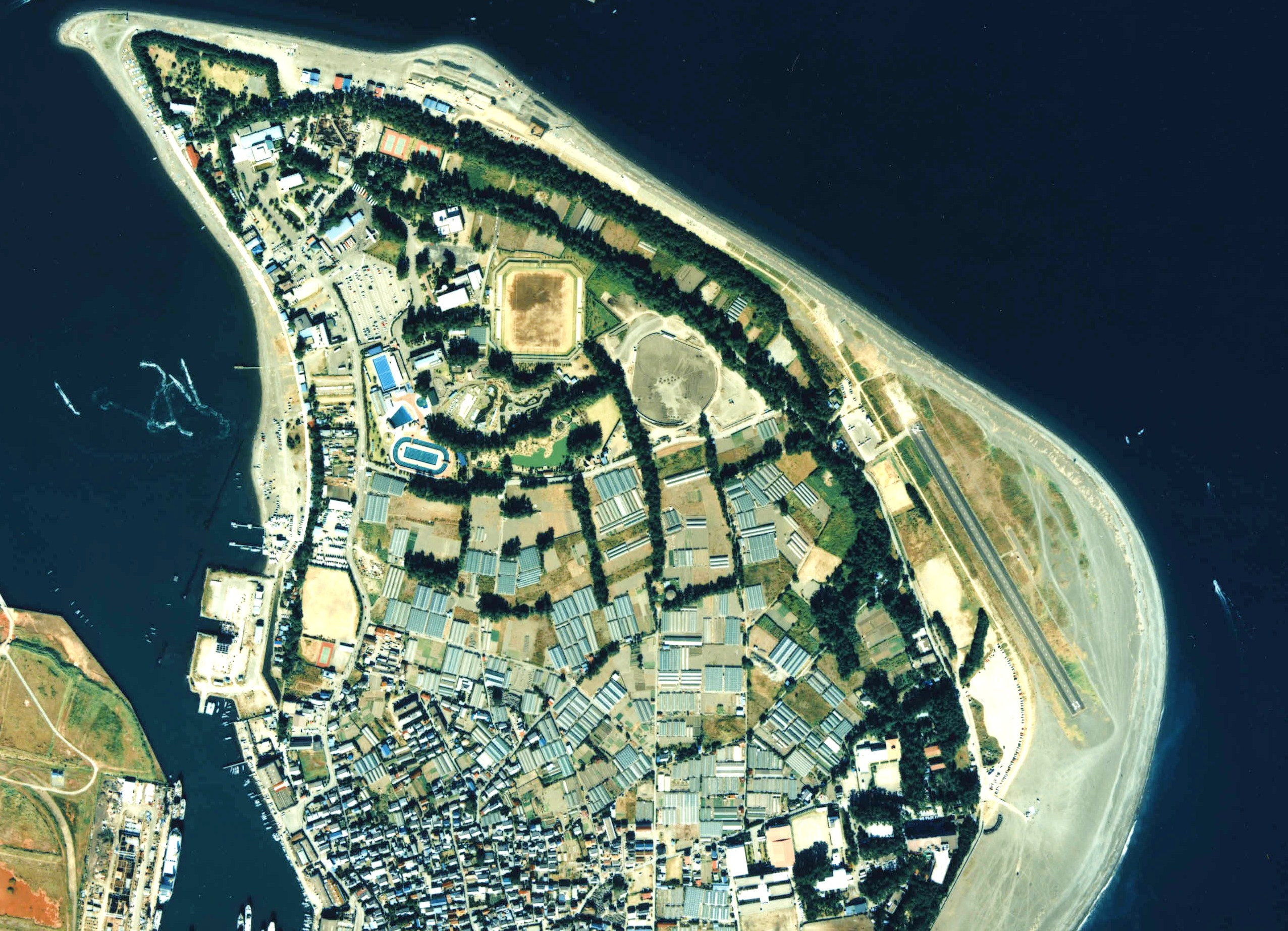
Залишки бору на мисі
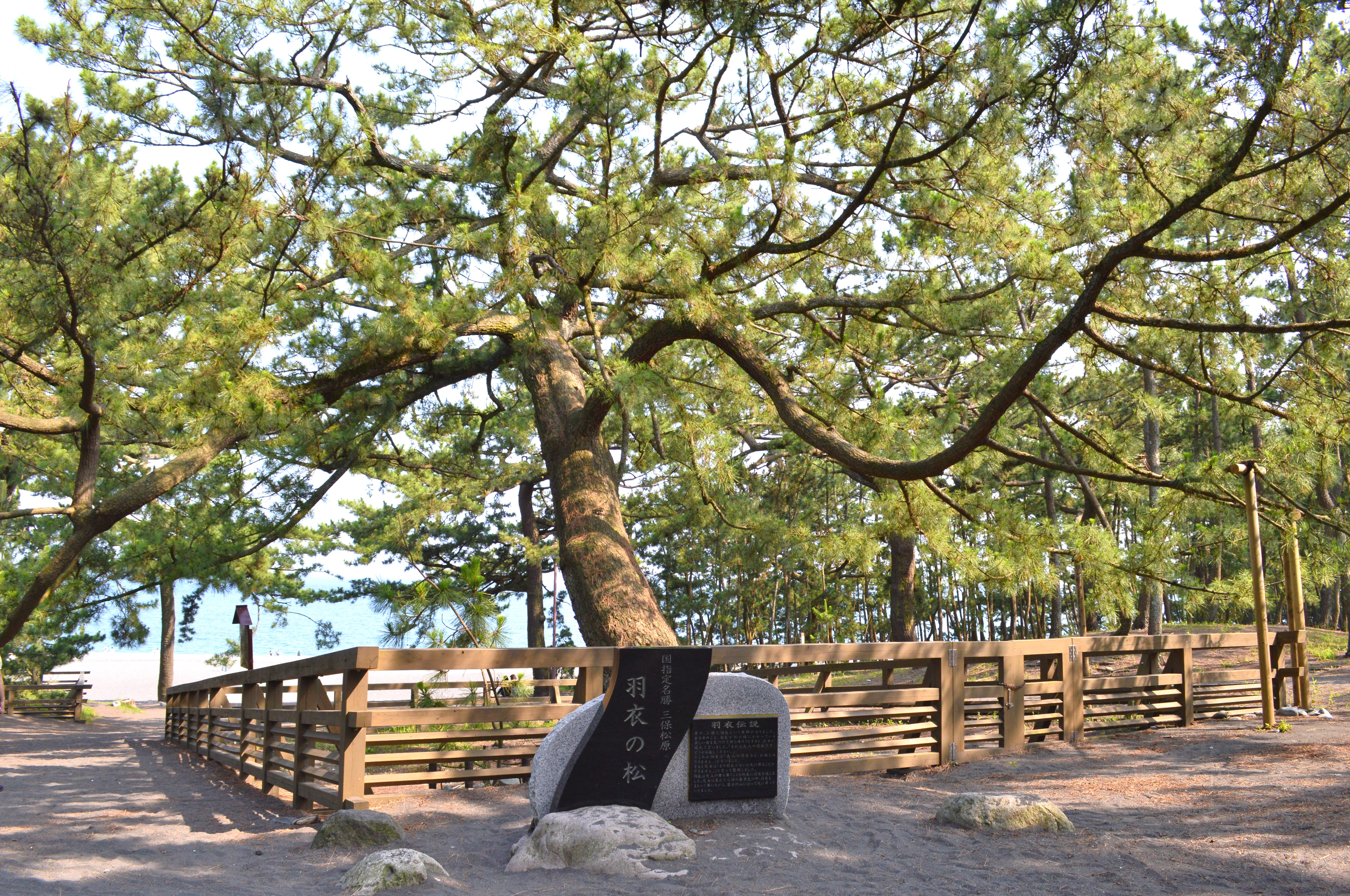
Легендарна сосна